# Grapengießerstraße (Rostock)

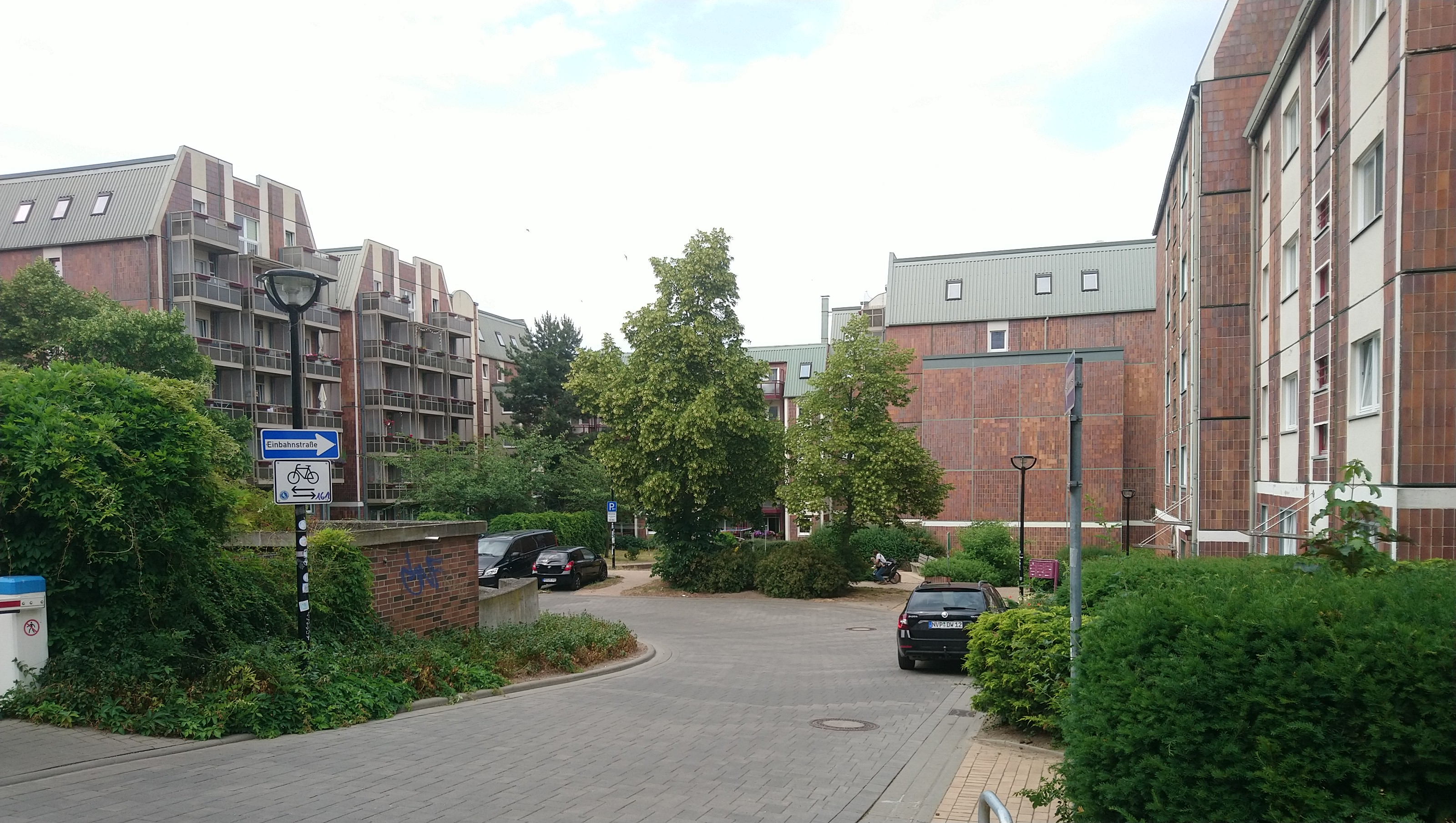
Grapengießerstraße (2023)

Die Grapengießerstraße ist eine Straße im historischen Rostocker Stadtkern. In ihrem heutigen Verlauf verbindet sie die Fischerstraße mit der Straße An der Oberkante, die eine Parallelstraße der Rostocker Langen Straße darstellt. Sie ist Teil der einstigen Rostocker Neustadt.

## Geschichte
Die 1280 ersterwähnte Grapengießerstraße war eine von neun Straßen, die in Mittel- und Neustadt in Nord-Süd-Richtung zum Strande, also zum Stadthafen an der Unterwarnow führten. Die Grapengießerstraße war nach der Fischerstraße die zweitwestlichste dieser Verbindungen. Der Verlauf der Grapengießerstraße im historischen Straßennetz weicht vollständig von der heutigen Situation ab. Im ursprünglichen Straßennetz verband sie den Hafen an der Warnow mit der Langen Straße im Süden und wurde von der Großen Lastadie im Westen und der Aalstecherstraße im Osten gekreuzt. Am nördlichen Ende lag das Grapengießertor, eines der zwölf ehemaligen Rostocker Strandtore.
Die Grapengießerstraße wurden nach Schmieden benannt, den sogenannten Grapengießern. Grapen waren Töpfe mit (zumeist drei) Beinen, die im Mittelalter ein wertvolles Handelsgut darstellten. Dass die Grapengießerstraßen nach einem Beruf und nicht nach einer Patrizierfamilie benannt wurde, bezeugt ihre geringere Bedeutung gegenüber ihren östlichen Parallelstraßen.  Ihrer mittleren Bedeutung entsprechend, wurde die Grapengießerstraße, ähnlich wie die Badstüberstraße vorwiegend von Schiffern und Bootsmännern wegen der Nähe zum Stadthafen bewohnt. Sie hausten in bescheidenen Buden, die höchstens zwei Stockwerke aufwiesen. Außerdem ließ die städtische Oberschicht in der Grapengießerstraße Höfe, Scheunen und Gärten unterhalten.
In den Bombennächten Ende April 1942 nahm die Grapengießerstraße schweren Schaden, bauliche Reste wurden in den 1970er Jahren im Rahmen einer „Flächensanierung“ vollständig abgerissen. Dieser Abriss betraf das gesamte Stadtgebiet nördlich der Langen Straße zwischen Fischerbastion im Westen und Wokrenterstraße im Osten. Im Zuge der Neubebauung errichtete man Wohnhäuser in der sogenannten modifizierten Plattenbauweise, die in Höhe und Form historischen Vorbildern ähneln. Durch diese Neubebauung bekam die Grapengießerstraße einen neuen Verlauf. Sie zweigt heute von der Fischerstraße ab und verläuft zunächst nach Osten, bis sie sich im 90°-Winkel nach Süden wendet, wo sie auf die Straße An der Oberkante trifft. Sie hat heute den Charakter einer unspektakulären Wohnstraße mit Parkplatz und Grünfläche.
Die heutige Grapengießerstraße hat mit ihrem historischen Original lediglich den Namen gemeinsam.